# Marie Christina Kolo
Marie Christina Kolo (nascuda el 1989) és una activista climàtica, ecofeminista i emprenedora social de Madagascar, que ha augmentat la consciència mundial sobre els efectes del canvi climàtic a Madagascar i ha sol·licitat la solidaritat internacional per abordar els seus impactes.

## Vida
Kolo va néixer l'any 1989 i va créixer a Ambodirano. De petita va observar els impactes ambientals causats per les fàbriques tèxtils properes a casa seva, i va fer una petició per aturar la contaminació. Va assistir a la Universitat Catòlica de París i va rebre un màster en Gestió de Projectes Humanitaris i de Desenvolupament. Va rebre una beca Mandela Washington de la Universitat de Maine el 2017.
Kolo va començar a treballar en el medi ambient el 2015, quan treballava com a voluntària de les Nacions Unides a la regió d'Androy, propensa a la sequera. Durant aquest temps, Kolo va cofundar la xarxa en línia Indian Ocean Climate Network com a plataforma de discussió per a joves activistes de Madagascar, Maurici, Reunió i Seychelles. Aquesta plataforma va organitzar 3.000 persones per assistir a la primera marxa de protesta climàtica de Madagascar el 2015.
Kolo va fundar l'empresa social Green N Kool el 2016. L'organització desenvolupa parcs infantils i paisatges amb materials reciclats i ven productes respectuosos amb el medi ambient per finançar una escola primària, un centre comunitari i esdeveniments comunitaris a les zones d'Antananarivo i Nosy Be. Per fer front a la pandèmia de la COVID-19, Green N Kool va introduir un sabó de rentat de mans ecològic elaborat amb oli comestible usat. En la seva iniciativa Travel without Fear, l'organització treballa per abordar l'assetjament sexual al transport públic.
El 2018, Kolo va cofundar Ecofeminism Madagascar, una plataforma en línia centrada en el canvi climàtic i la seva relació amb la violència de gènere. Aquell any també va ser guardonada amb el segon premi al World Wide Fund for Nature Africa Youth Awards.
El 2019, Kolo va assistir a la Conferència de les Nacions Unides sobre el Canvi Climàtic del 2019 (COP25), on es va enfrontar públicament amb el ministre de Medi Ambient de Madagascar, Alexandre Georget. Ella va respondre amb una carta oberta ("Non à l'âgisme et à la misogynie par les membres de notre gouvernement") adreçada al president, Andry Rajoelina, criticant el comportament de Georget, qüestionant l'exclusió dels joves activistes de la delegació de la COP25 de Madagascar i parlant contra l'edatisme i la misogínia per part dels membres del govern.
El desembre de 2020, Kolo va dirigir un equip que va rebre el premi del Fons d'Innovació per a la participació d'antics alumnes del Departament d'Estat dels Estats Units per a un projecte per combatre l'agressió sexual i la violència de gènere a Madagascar.
L'abril de 2021, Kolo, juntament amb Paloma Costa del Brasil, es van dirigir directament al secretari general de les Nacions Unides, António Guterres, en una conversa virtual sobre l'acció climàtica juvenil. Va parlar sobre els efectes de la COVID-19 i el canvi climàtic al seu país, com la fam de Madagascar del 2021-2022, i va demanar que la resta del món mostri solidaritat amb les nacions que ja estan afectades pel canvi climàtic.
Kolo va assistir a la Conferència de les Nacions Unides sobre el Canvi Climàtic de 2021 (COP26) com a part de la Women and Gender Constituency.
A finals de 2022 va ser inclosa a 100 dones de la BBC.